# Percorso Magliano Nuovo - Postiglione
Il percorso "Magliano Nuovo - Postiglione" è un percorso escursionistico e sentiero per trekking nel parco nazionale del Cilento. Con una lunghezza di circa 10 km collega il paese di Magliano Nuovo al Passo della Preta Perciata, all'area panoramica "Postiglione", al ponte medievale di Magliano Nuovo sul fiume Calore e infine, attraversando interamente le Gole del Calore, alla località Remolino di Felitto.

## Storia
Il percorso esiste sin dal Medioevo. 
Si tratta di una storica via di comunicazione tra gli abitati di Magliano e Felitto, attestata (tramite le fonti sul Passo della Preta Perciata e dalla presenza del Ponte medioevale) sin dall'anno 1000. In particolare la località definita "Postiglione", oggi punto panoramico e da cui deriva il nome del sentiero, era contrada nella quale avveniva il cambio di cavallo da parte dei viaggiatori.
Pagato il pedaggio alla Preta Perciata e svolta la sosta presso Postiglione, i viaggiatori attraversavano il ponte medievale per dirigersi verso Felitto (in tal caso attraversando nella loro interezza le Gole del Calore) o altri abitati del Cilento o degli Alburni.
A seguito della costituzione del parco nazionale del Cilento, il percorso è frequentato da escursionisti.

## Percorso
È costituito da quattro tratti.
Il primo comincia dall'interno del paese di Magliano Nuovo, accanto alla chiesa locale.
È il tratto più breve, attraversa un piccolo bosco ed è famoso ai locali per la presenza della "Grotta di Maria Neura", donna che, secondo la leggenda, rapiva i bambini che vi si avvicinavano. È il tratto più breve in assoluto, ed è posto sopra il passo della Preta Perciata (valico che storicamente collegava la valle del fiume Alento a quella del fiume Calore Lucano) da cui si scende a fine tratto. All'interno del valico è presente un'omonima grotta visitabile. Si dice che, fra gli altri, vi sia passato Parmenide per raggiungere Laurino, dove vi era il ginnasio, partendo da Elea.

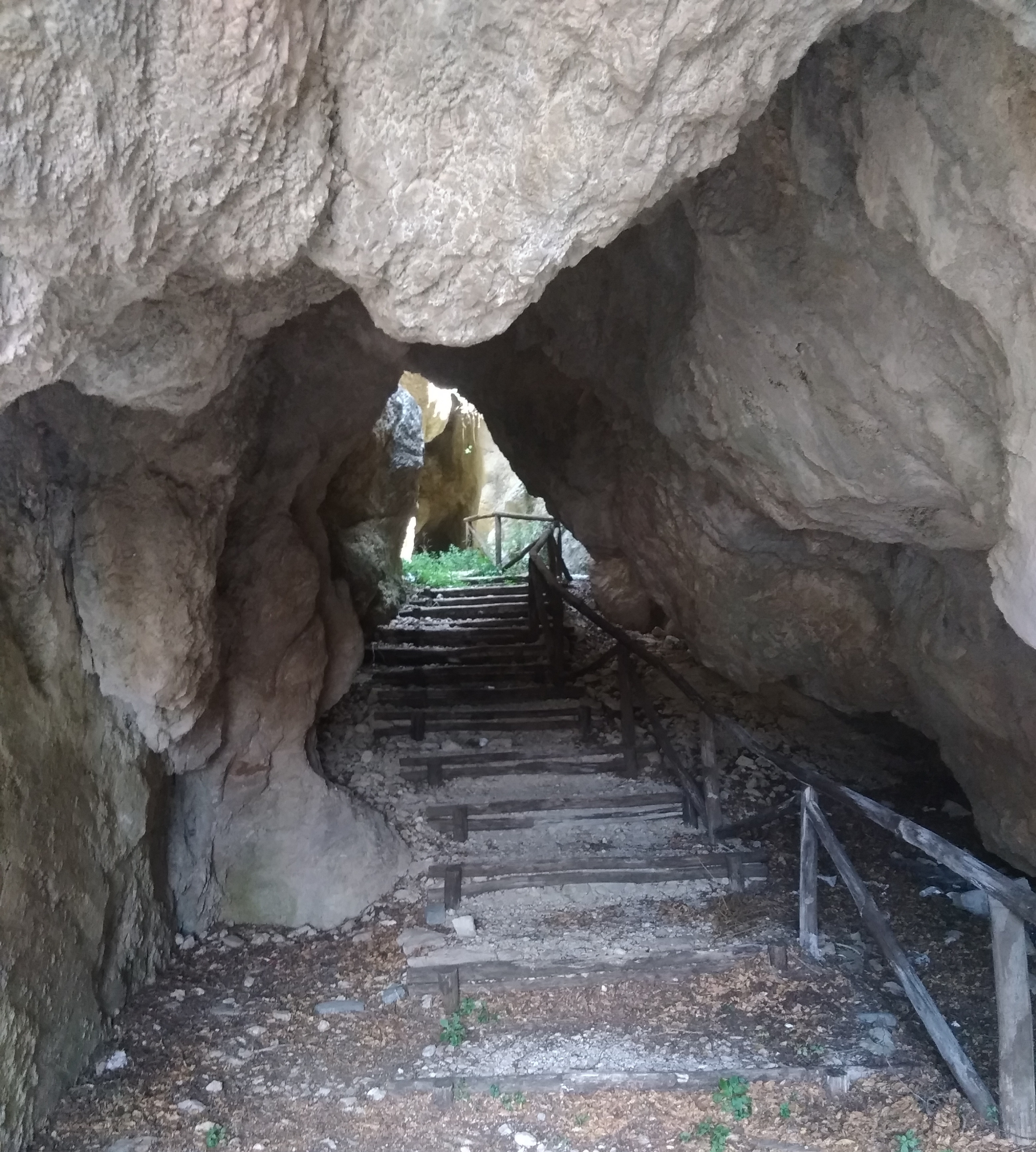
La grotta all'interno del valico della Preta Perciata

Il secondo tratto comincia quindi una volta scesi dal valico della Preta Perciata, dall'area ristoro della stessa.
È decisamente più lungo del precedente, presentando un centro visita in legno, utilizzabile come rifugio per escursionisti e costantemente accessibile.
Questo tratto si divide infine tra due vie: la parte sinistra conduce all'area panoramica "Postiglione", quella destra al ponte medievale sul fiume Calore.
L'area Postiglione è caratterizzata da un anfiteatro di legno, oltre che dalla bellezza paesaggistica per via del panorama che offre sulle gole del Calore.

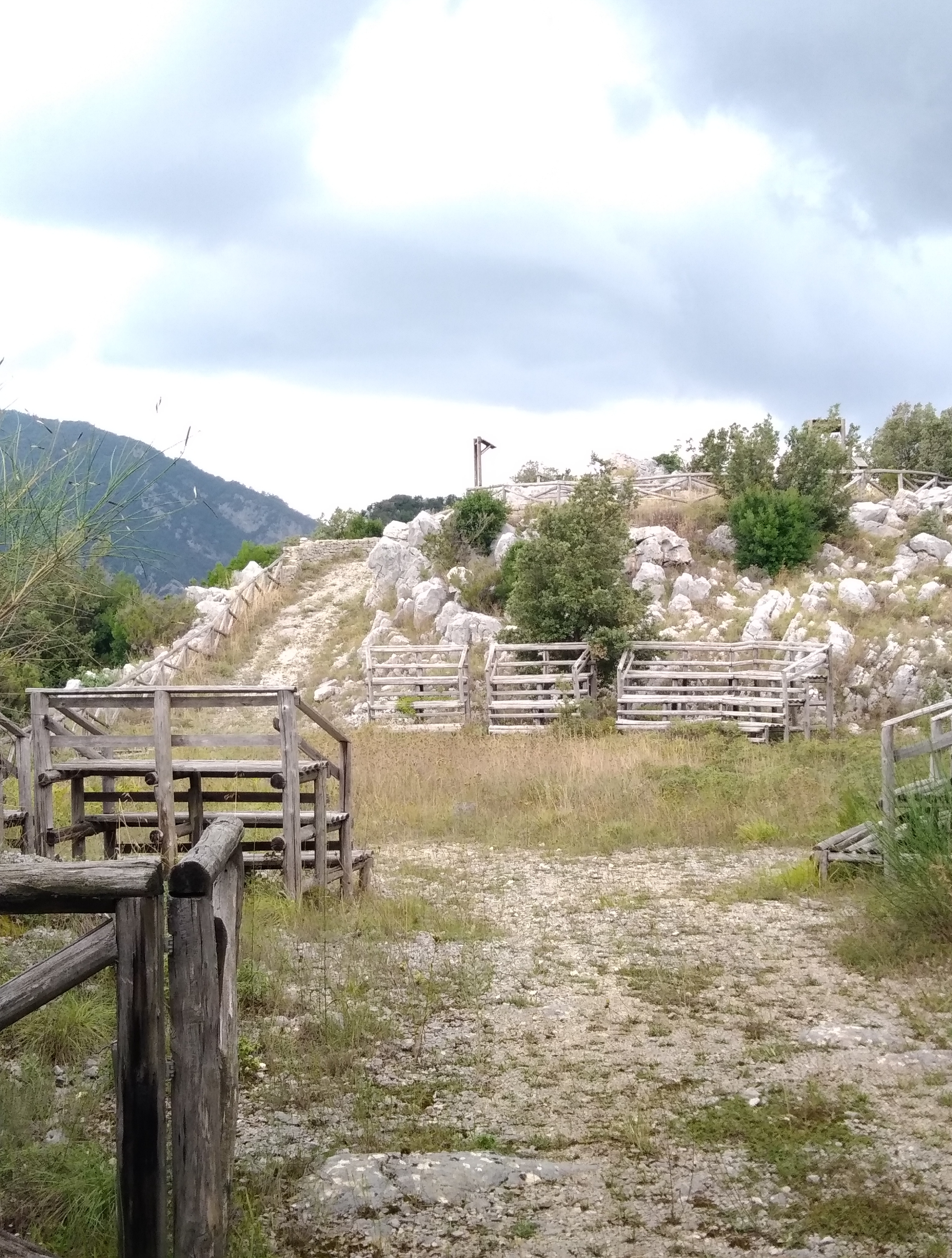
La località panoramica "Postiglione" in cui è presente un anfiteatro in legno

Il terzo tratto comincia invece con la via di destra, più lungo del precedente. É facile perdersi per via dei numerosi bivi, un cartello segnala infatti di scegliere sempre il sentiero che si dirige verso il basso. Al termine del tratto si arriva quindi al ponte medievale di Magliano Nuovo, costruito intorno all'anno 1000.

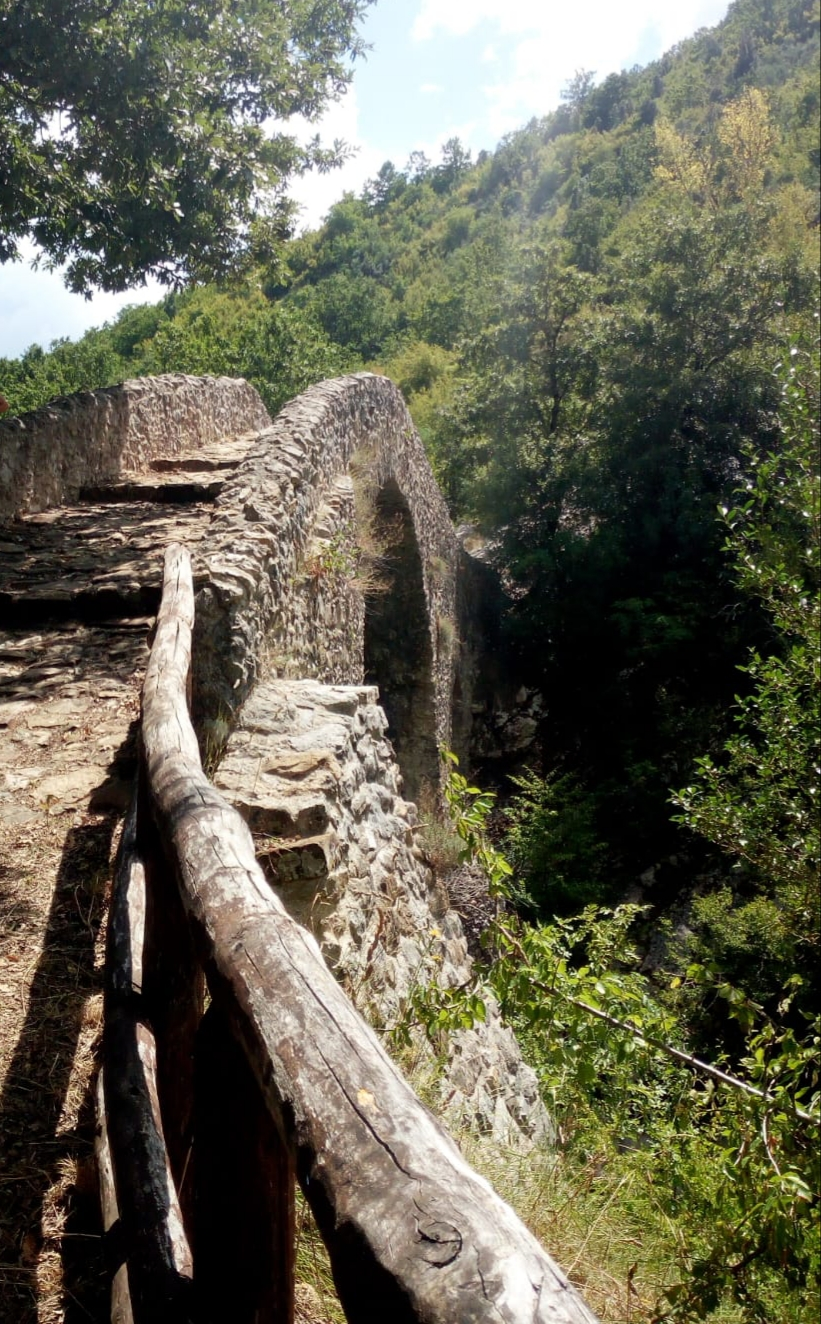
Il passaggio sul ponte medievale

Il quarto tratto comincia una volta attraversato il ponte medievale: sull'altra sponda del fiume è infatti presente una scalinata, da cui parte il tratto più lungo in assoluto, che attraversa interamente le gole del Calore fino a Felitto. Una particolarità di questa gola è rappresentata dalle cosiddette "marmitte dei giganti" che sono degli enormi fori circolari presenti sulle rocce delle gole a diretto contatto con l'acqua torrenziale che vengono formati, durante le piene, da mulinelli d'acqua generati dalla forza della corrente fluviale.
Altre particolarità delle gole sono il "ponte di Petratetta", formatosi naturalmente e costituito da un enorme masso incastrato tra le pareti rocciose e sospeso sopra il percorso del fiume, la "grotta di Bernardo" che secondo la leggenda prende il nome da un brigante che l'avrebbe abitata. La fine del percorso avviene ai ruderi della centrale idroelettrica di "Remolino", località di Felitto, successivamente alla quale è presente un ulteriore ponte medioevale.

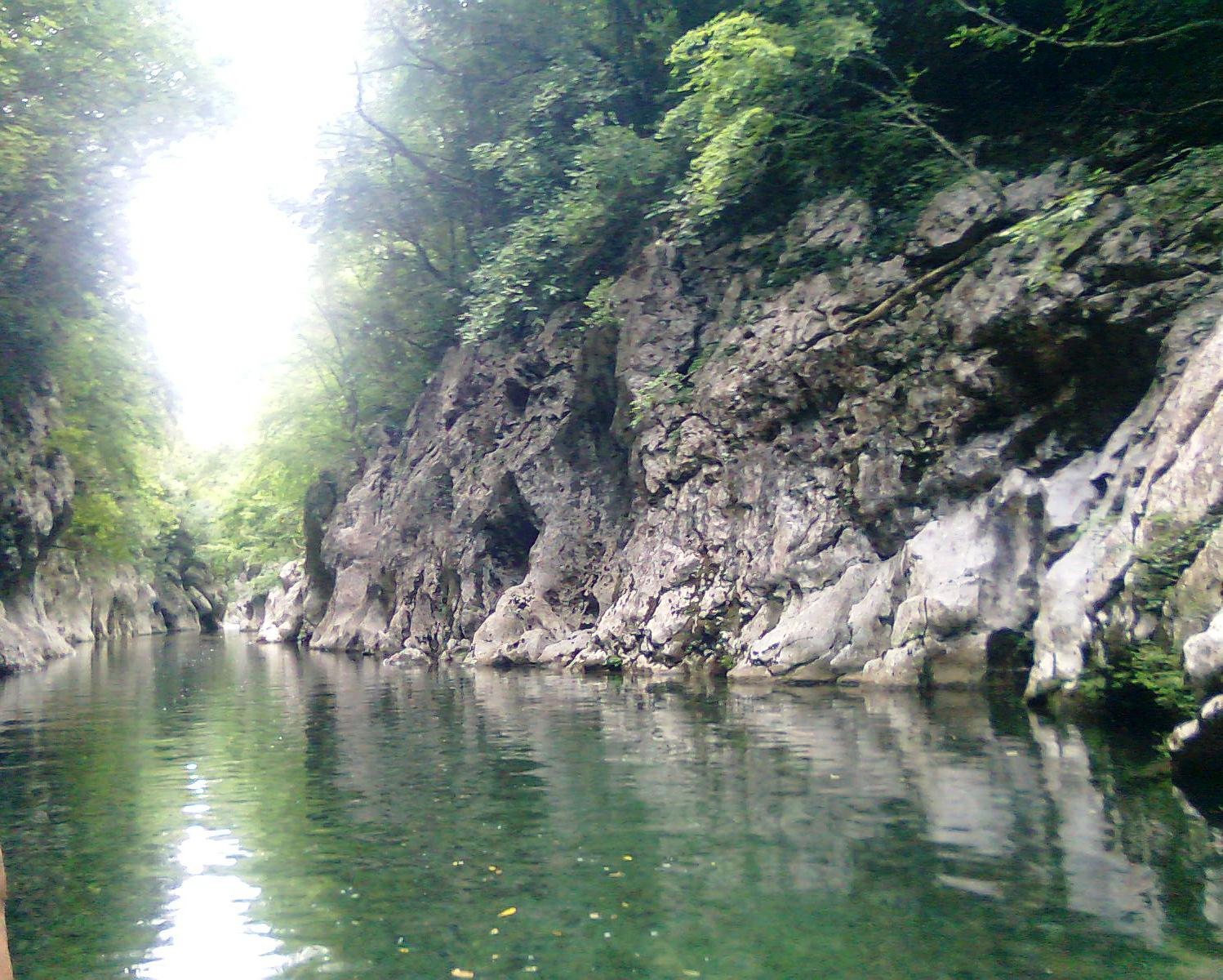
Un tratto delle Gole del Calore

## Fauna e Flora
Nei boschi attraversati dal percorso sono presenti la volpe, il lupo, il cinghiale, la donnola, il riccio, il cervone, il biacco il capriolo, il cervo, il gatto selvatico, la lepre e nel fiume Calore è presente la trota fario e le rare lontra e alborella appenninica.
Assai ricca e variegata si presenta anche la flora del bosco in cui sono presenti la valeriana, le felci, il pungitopo, l'aconito, le bacche di mirto e molte altre specie.